# Cordovado
Cordovado es una localidad y comune italiana de la provincia de Pordenone, región de Friuli-Venecia Julia, con 2.691 habitantes.

## Evolución demográfica
| Gráfica de evolución demográfica de Cordovado entre 1861 y 2001 |
|                                                                 |
| Fuente ISTAT - elaboración gráfica de Wikipedia                 |